# Epidendrum volubile
Epidendrum volubile är en orkidéart som beskrevs av Hipólito Ruiz López och Pav.. Epidendrum volubile ingår i släktet Epidendrum och familjen orkidéer.
Artens utbredningsområde är Peru. Inga underarter finns listade i Catalogue of Life.